# Església de Sant Joan Baptista de Cabanes
L'església de Sant Joan Baptista de Cabanes, d'estil barroc, és un temple catòlic situat al centre de la població i seu d'una parròquia del bisbat de Sogorb-Castelló. Ha estat qualificada com a Bé de Rellevància Local amb la categoria de Monument d'Interès Local.

## Història
Substituint una església de petites dimensions, possiblement d'origen medieval, el 6 de gener de 1722 s'inicia la construcció d'un nou temple, amb traça d'un arquitecte de València i dirigida pel mestre d'obres Pau Ferrer.
Des de 1750 les obres s'acceleren, i en 1764 les obres estan acabades a falta del campanar, la cúpula i la façana. Durant els anys següents es decora l'interior amb la participació de l'arquitecte Bartolomé Ribelles, i des de 1779 a 1791 es realitza la façana amb disseny i direcció d'obres d'Andreu Moreno, i amb la participació de l'escultor Cristòfol Maurat, el qual realitza la portada. De l'anterior església es conserva la capella de la Comunió, feta construir pel cabanyut Francesc Gavaldà, bisbe de Sogorb, en 1658, per dipositar les despulles dels seus pares.
Les grans destrosses produïdes durant la Guerra Civil foren restaurades en 1964.

## Arquitectura

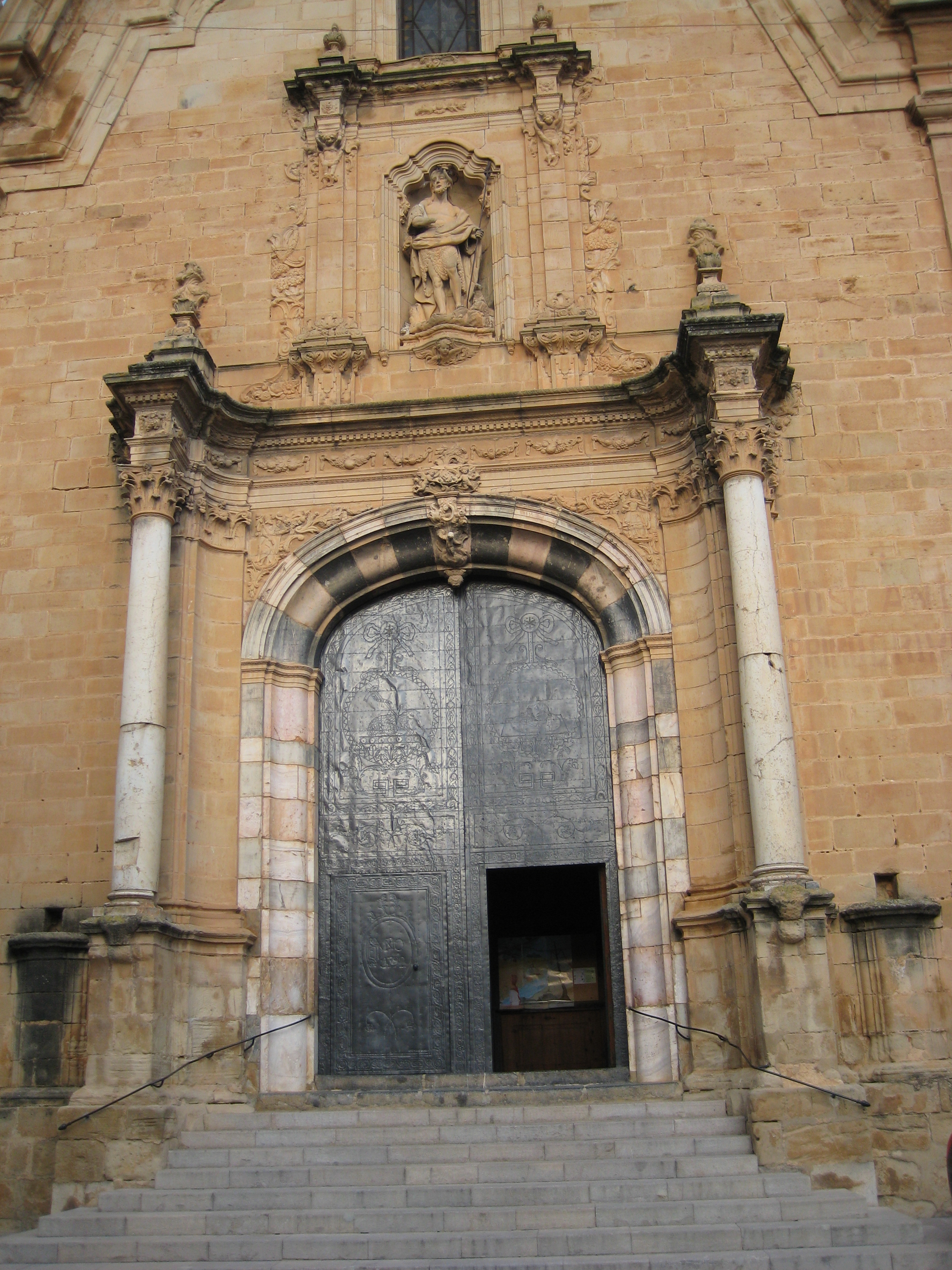
Portada

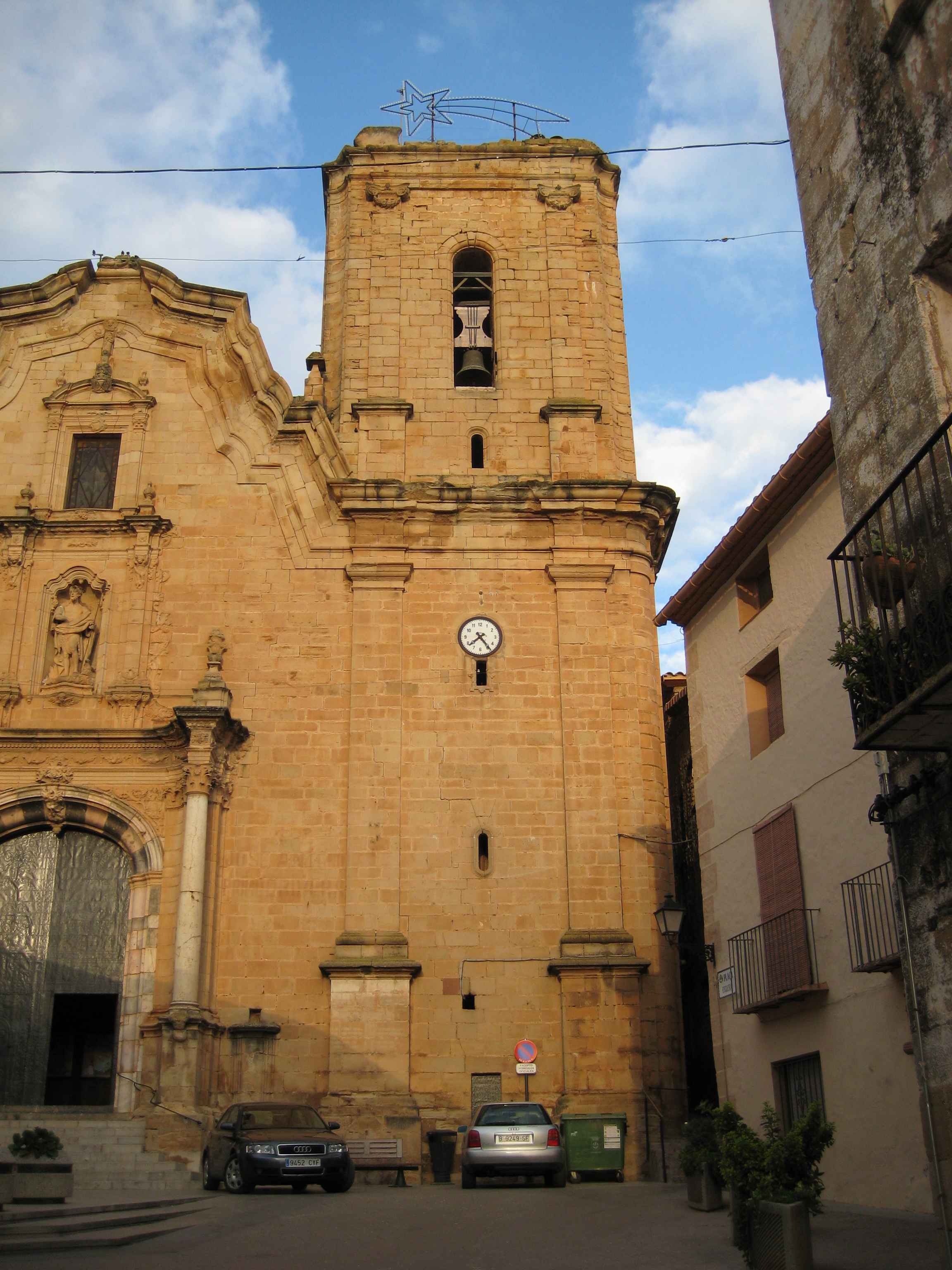
Torre campanar

### Estructura
Temple d'una nau amb capelles laterals comunicades per petites obertures, creuer amb cúpula, i sagristies i capella de la Comunió als costats del presbiteri. La nau es cobreix per volta de canó amb llunetes i el presbiteri és lleugerament atrompetat.

### Façana
El frontispici del temple està rematat per una cornisa mixtilínia amb forma de pinta de subjectar el cabell. És un espai que busca la simetria, i on el projecte inicial sembla exigir dues torres campanar, de les quals sols hi ha construïda una.
El frontis està centrat per una portada amb obertura d'arc carpanell amb les dovelles motllurades alternant diversos marbres, emmarcada per dues columnes corínties que suporten un entaulament corb, amb un fris decorat amb garlandes i sota la cornisa, decoració de dentells. Dalt, una fornícula amb arc mixtilini, sostinguda per una mènsula adornada amb un angelet, amb la imatge del titular, emmarcada per dues pilastres que surten de mènsules i on el capitell està substituït per putti, i pinacles en els extrems. Per damunt, una finestra flanquejada de pilastres corínties, les quals suporten un frontó circular, dona més verticalitat a la portada.
Als extrems de la façana, dues pilastres dòriques d'ordre gegant en cada costat suporten un entaulament senzill, la cornisa del qual remata la façana en els extrems.

### Interior
Un entaulament, suportat per pilastres corínties, circumval·la el perímetre de la nau, a excepció de la capçalera. Elements de rocalla decoren les claus dels arcs, envolten les finestres, perfilen les llunetes i donen moviment als arcs torals.

### Campanar
Adossat a la façana, en el costat de l'Epístola, té planta quadrada, amb dos cossos separats per una cornisa, el primer massís, decorat amb pilastres dòriques, i el segon, amb obertures de mig punt en cada cara flanquejades per pilastres jòniques amb garlandes penjant. Per les característiques monumentals de la façana sembla inacabat.

## Col·lecció museogràfica
L'any 2011 es reformaren diversos espais de l'església; i els antics reresagrari i arxiu es convertiren en espais expositius, el primer per a l'art sacre de l'església parroquial, i el segon, per a l'aixovar i el tresor del la Mare de Déu de les Santes. De l'orfebreria, les pintures i els ornaments litúrgics que posseïa la parròquia abans de la guerra civil, encara conserva diversos objectes valuosos, dels que destaquen:
- Lignum Crucis o Reliquiari de la Veracreu, de 1470, de taller valencià. Argent daurat, repussat, cisellat i amb elements de foneria. Està compost per peu romboïdal, tronc sisavat de quatre cossos, templet quadrangular amb pinacles en les cantonades, i rematat per una creu renaixentista, afegida posteriorment.[11]
- Calze gòtic, del segon terç del segle xv, de taller morellà o tortosí. Argent daurat, repussat, cisellat, elements de foneria i esmalts translúcids verds i blaus. Peu original perdut i substituït per un de barroc, tronc de tres cossos, el central en forma de nus globular sisavat amb caboixons esmaltats, i vas llis lleugerament còncau sostingut per fulls.[12]
- Calze renaixentista, del segon terç del segle xvi, amb punxó de València. Argent repussat, cisellat i amb elements de foneria. Peu circular, tronc cilíndric i llis format per quatre cossos destacant el tercer, en forma de nus lenticular, i vas decorat en la part inferior.[13]
- Tern de Santa Maria del segon terç del segle xvi, de taller valencià. Compost per una capa, dues dalmàtiques, dos maniples, dos collets, una estola i una casulla, tot realitzat en vellut tallat llavorat amb trameses esteses, arrissat amb fons efecte canalé, seda i fils metàl·lics, on es combinen elements de vellut roig i blanc amb brodats i passamaneries, els quals estan elaborats amb sedes policromes, lli i fils metál·lics.[14]
- Relleus de fusta policroma d'un antic retaule del segle xvii.